# 湖南烈士公园
湖南烈士公园是湖南省长沙市面积最大，集纪念、游览和娱乐的综合性公园。位于长沙市东北，地属开福区，面积118公顷，其中水面约占40%。西到东风路，东临浏阳河，南至营盘路，北抵丝茅冲。1950年，为纪念近百年为人民解放事业献身的革命先烈，湖南省省政府决定在此修建烈士公园。1953年竣工并对游人开放。
烈士公园纪念区的山阜上有“湖南烈士公园纪念塔”。纪念塔于1959年建成，分为塔堂两个部分。上部为纪念塔，塔高38.6米，横界面呈八方形，塔身南向正面嵌祁阳石碑心，上面镌有毛泽东题“湖南烈士公园纪念碑”；下部为纪念堂，横截面为不等边八边形，四周是壁龛，后面设有祭堂，立碑铭：“近百年来特别近三十年来为中国人民解放事业而光荣牺牲的湖南人民英雄烈士们永重不朽。”祭堂内陈列有先烈郭亮、夏明翰、杨开慧等人的遗像和事迹，并陈列有全省76000多位烈士的全部名册。游览区有面积达46.6公顷的年嘉湖，湖面辽阔，湖心有岛，通过廊桥和拱桥与岸相连。湖畔备有游艇，供游人泛舟。娱乐区有儿童游艺场和园林建筑。
烈士公园从1997年开始免费对公众开放，是长沙市民娱乐休闲的重要去处。

## 历史

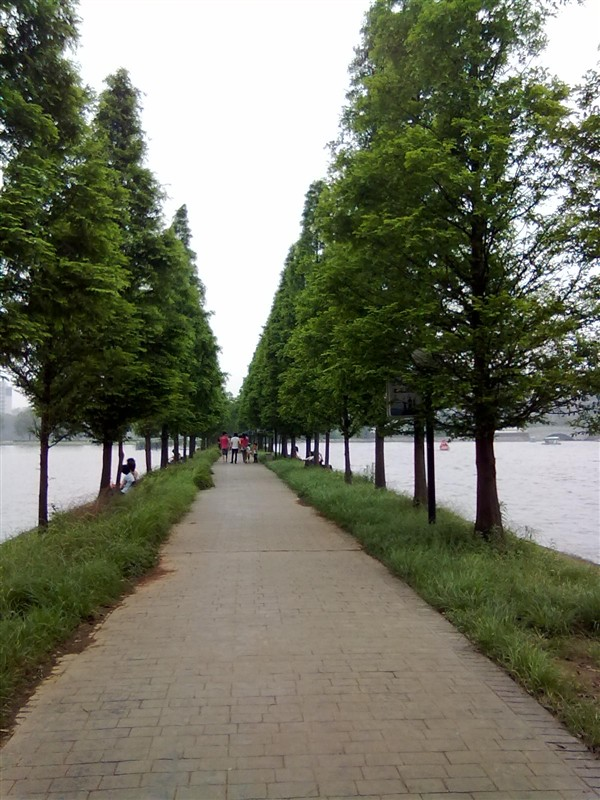
湖南烈士公园的林荫道。

1950年，湖南省长沙市开福区东风路开始兴建长沙烈士公园，1953年，长沙烈士公园全面完工，而后对外开放。
1958年，长沙烈士公园增加“烈士塔”一座。

## 自然环境

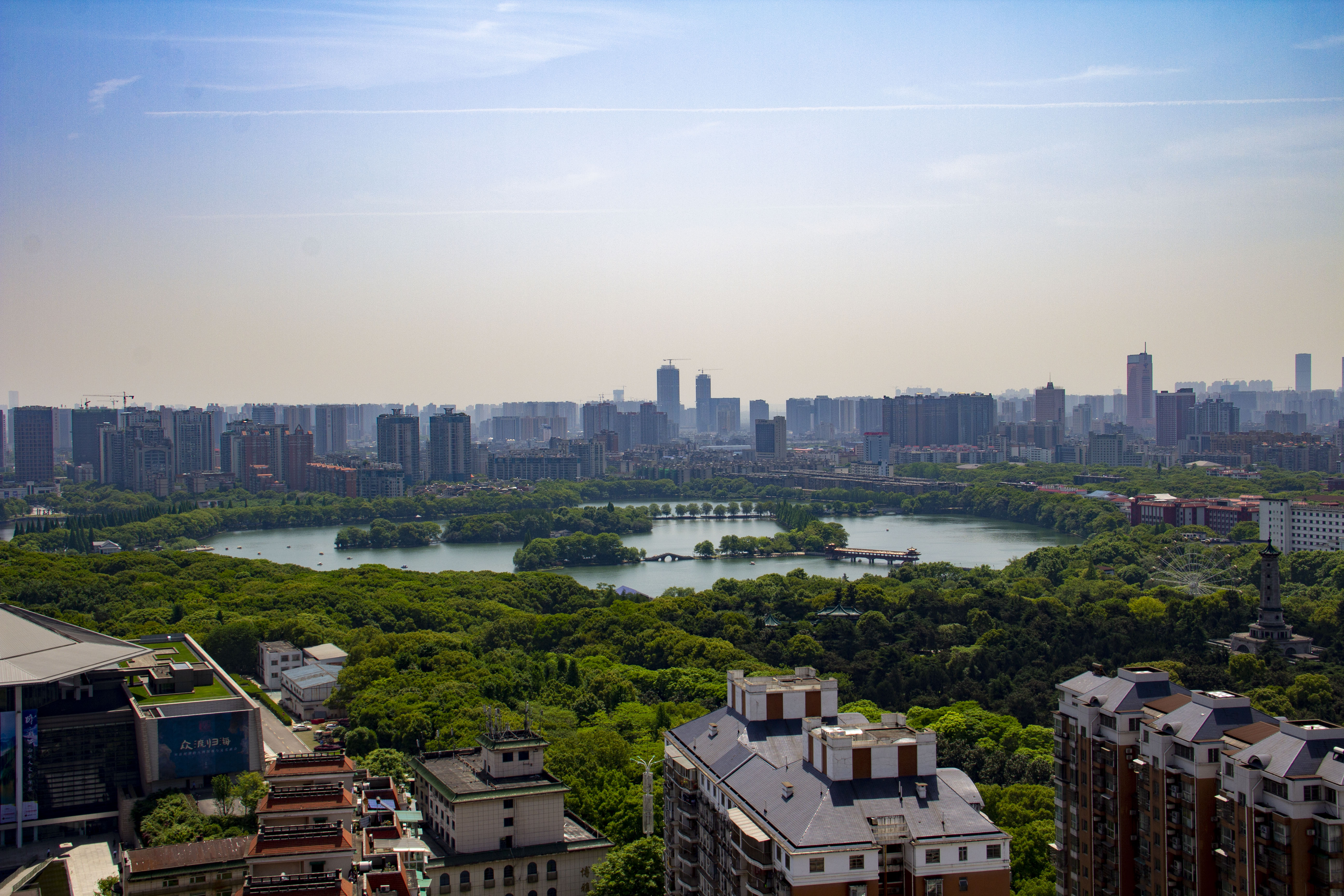
湖南烈士公园的年嘉湖。

### 植被
长沙烈士公园有诸多的来自南岳衡山的黑松，以及来自喜马拉雅山的雪松、江苏省南京市的金钱松和湖南省长沙市本土的罗汉松，四种松树杂陈在长沙烈士公园，点缀其间，郁郁苍苍，终年绿树常青，长沙烈士公园一共有326个植物种类，共35科，172属，10万多棵树。

### 湖泊
年嘉湖面积46.6公顷，位于长沙烈士公园的心脏地带，湖中心有亭台楼阁，和通往亭台楼阁的道路；年嘉湖中有湖心岛，通过拱桥互相连接；湖边栽培有杨柳，湖中有荷花；湖中可以泛舟。

#### 湖心岛

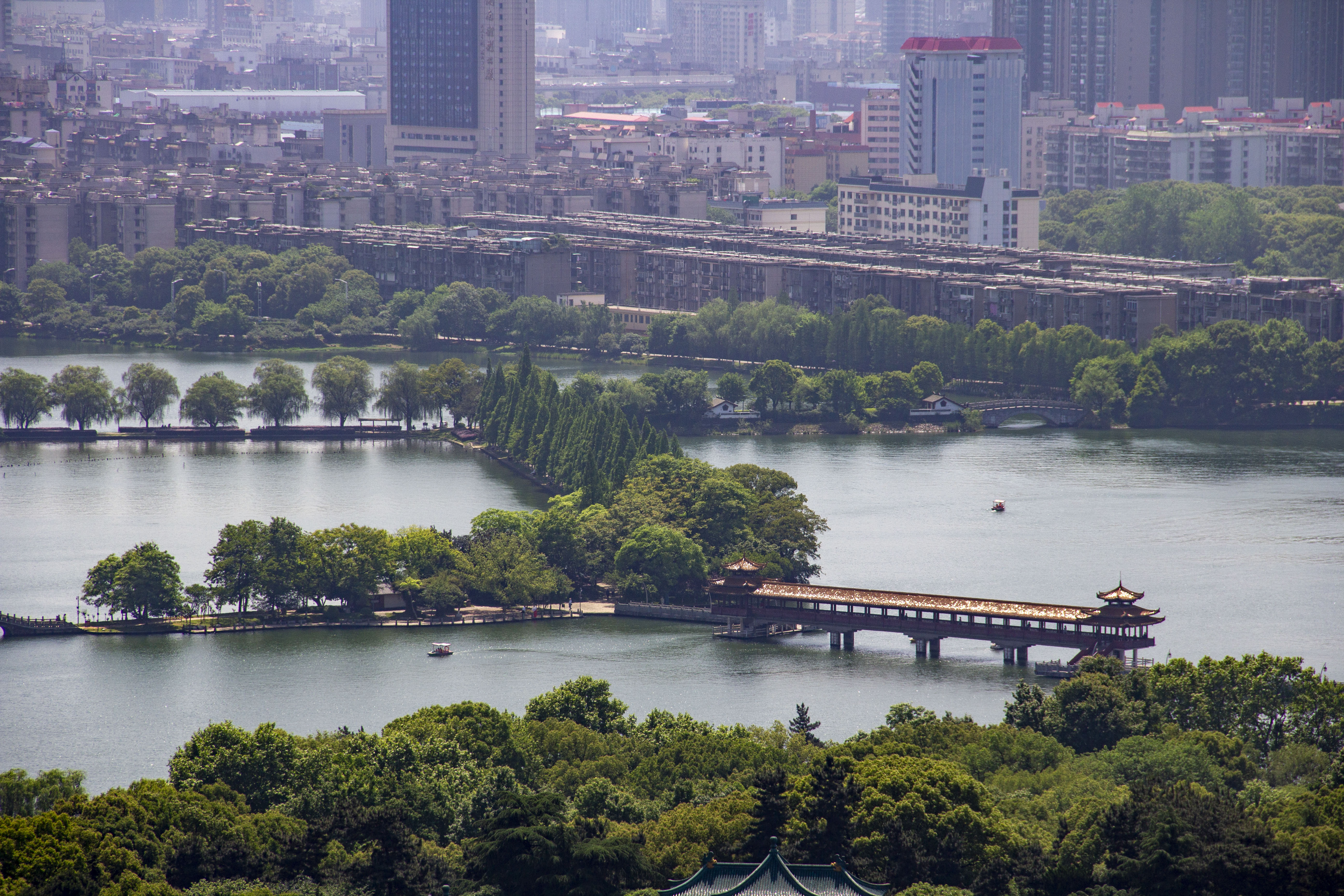
湖南烈士公园的迎丰桥。

湖心岛又称宵阳岛，始建于1963年，分为大岛、孤岛、半湖岛和新岛，面积为2公顷。岛上种植红叶树，象征着革命烈士的丹心。

#### 红军渡
红军渡是1930年彭德怀攻打长沙城的入口，后改为纪念性质的景观。

#### 迎丰桥
1982年，迎丰桥建筑完成，它是连接岛屿和岸边的桥梁，长254.5米，为湘西建筑风格，木结构。

### 娱乐设施
长沙烈士公园的东南方为娱乐设施，有摩天轮等儿童性质的娱乐工具。

### 建筑
烈士塔是长沙烈士公园的标志性建筑，高38.6米，它为八方形，中有祁阳石，石头上有毛泽东“湖南烈士公园纪念碑”书法刻字，塔下为陈列室，主要陈列了湖南省的革命烈士，共76000个名人。

## 活动
长沙烈士公园每年的春节、元宵节和清明节都将举办灯会、扫墓等传统文化活动。